# Coupe de Pologne féminine de football 2016-2017
Navigation
Coupe de Pologne 2015-2016 Coupe de Pologne 2017-2018
La Coupe de Pologne de football féminin 2016-2017 (Puchar Polski Kobiet w piłce nożnej 2016-2017 en polonais) est la 33e édition de la Coupe de Pologne. 

## Compétition
Une phase d'élimination entre 14 clubs de L1 se déroule au préalable (du 19 octobre au 28 octobre). 
Les 8 meilleures équipes de l'Ekstraklasa (E) commencent en 8e de finales.

### Huitièmes de finale
| Club (division)                    | Score        | Club (division)            | Date            |
| ---------------------------------- | ------------ | -------------------------- | --------------- |
| KKP Stomil Olsztyn (L1)            | 0 - 12       | Medyk Konin (E)            | 2 novembre 2016 |
| UKS SMS Łódź (E)                   | 1 - 0        | Czarni Sosnowiec (E)       | 18 février 2017 |
| Medyk II Konin (L1)                | 4 - 1        | AZS Wrocław (E)            | 2 novembre 2016 |
| Błękitni Stargard Szczeciński (L1) | 4 - 5 (a.p.) | Sztorm Gdańsk (E)          | 3 novembre 2016 |
| AZS UJ Kraków (E)                  | 1 - 6        | Mitech Żywiec (E)          | 2 novembre 2016 |
| Praga Warszawa (L1)                | 4 - 3        | AZS PSW Biała Podlaska (E) | 2 novembre 2016 |
| Rolnik Biedrzychowice (L1)         | 3 - 9        | AZS PWSZ Wałbrzych (E)     | 2 novembre 2016 |
| Górnik II Łęczna (L1)              | 0 - 13       | Górnik Łęczna (E)          | 9 novembre 2016 |

### Quarts de finale
| Club (division)     | Score | Club (division)        | Date            |
| ------------------- | ----- | ---------------------- | --------------- |
| UKS SMS Łódź (E)    | 0 - 8 | Medyk Konin (E)        | 24 février 2017 |
| Medyk II Konin (L1) | 3 - 0 | Sztorm Gdańsk (E)      | 25 février 2017 |
| Praga Warszawa (L1) | 1 - 2 | Mitech Żywiec (E)      | 25 février 2017 |
| Górnik Łęczna (E)   | 3 - 0 | AZS PWSZ Wałbrzych (E) | 25 février 2017 |

### Demi-finales
| Club (division)     | Score | Club (division)   | Date          |
| ------------------- | ----- | ----------------- | ------------- |
| Medyk II Konin (L1) | 2 - 8 | Medyk Konin (E)   | 16 mai 2017   |
| Górnik Łęczna (E)   | 2 - 1 | Mitech Żywiec (E) | 29 avril 2017 |

### Finale
| Club (division)   | Score | Club (division) | Date        |
| ----------------- | ----- | --------------- | ----------- |
| Górnik Łęczna (E) | 1 - 2 | Medyk Konin (E) | 31 mai 2017 |

## Meilleures buteuses
4 buts
- Anna Gawrońska (Medyk Konin)

3 buts
- Oliwia Maciukiewicz (AZS PWSZ Wałbrzych)
- Patrycja Wiśniewska (Mitech Żywiec)
- Agata Guściora (Medyk Konin)